# Handelsbeziehung
Unter einer Handelsbeziehung (auch: Außenhandelsbeziehung; englisch trade relation) versteht man im Außenhandel den Handel zwischen zwei Staaten oder die Geschäftsbeziehung zwischen Exporteuren und Importeuren.

## Allgemeines
Der Außenhandel bildet die Grundlage der internationalen Arbeitsteilung. Er entsteht dadurch, dass inländische Wirtschaftssubjekte – meist langfristig angelegte – Handelsbeziehungen mit Wirtschaftssubjekten des Auslands unterhalten. Er wird bestimmt durch die Verschiedenartigkeit der Rahmenbedingungen zwischen nationalem und internationalem Geschäft. Diese kommen durch unterschiedliche politische, wirtschaftliche, rechtliche und kulturelle Rahmenbedingungen zum Ausdruck. Die Gesamtheit aller die Staatsgrenzen überschreitenden Handelsbeziehungen wird Welthandel genannt.
Handelsbeziehungen sind erforderlich, weil oder wenn die nationalen Märkte bestimmte Waren oder Dienstleistungen nicht, teurer oder qualitativ schlechter bereitstellen, also das heimische Angebot zur Deckung der Nachfrage nicht ausreicht. Handelsbeziehungen bestehen zwischen Staaten sowie zwischen Exporteuren und Importeuren auf der Grundlage Business-to-Business, Business-to-Consumer, Business-to-Administration (bei Handelsbeziehungen zwischen Unternehmen und Staaten) oder Administration-To-Administration (bei Handelsbeziehungen zwischen Staaten).

## Arten

### Nach Anzahl der Vertragspartner
Es gibt bilaterale und multilaterale Handelsbeziehungen:
- Bilaterale Handelsbeziehungen finden zwischen zwei Staaten oder zwei Exporteuren/Importeuren statt. Sie vereinbaren gegenseitige Handelsabkommen (englisch trade agreements; Staaten) und Lieferungs- und Zahlungsbedingungen ((englisch terms of delivery and payment), Incoterms; Unternehmen).
- Multilaterale Handelsbeziehungen existieren zwischen mindestens drei Staaten oder Exporteuren/Importeuren auf der Grundlage von Handelsabkommen wie dem Handelsvertrag der Völker, Nafta oder dem ASEAN-China-Freihandelsabkommen.

Damit beruhen sämtliche Handelsbeziehungen auf vertraglicher Grundlage, wobei meist internationales Recht gilt.

### Nach Integrationstiefe
Es gibt eine Vielzahl sehr unterschiedlicher Handelsabkommen, mit sehr unterschiedlichen Integrationsgraden. Diese reichen von relativ lockeren Handelsverträgen und Vereinbarungen bis hin zu sehr weitgehenden Abkommen (Europäische Union).
1. Arten von Verträgen
  - Handelsabkommen
  - Investitionsschutzabkommen
    - Freihandelsvertrag zur Gründung einer Freihandelszone: Abschaffung aller Zölle oder tarifärer Handelshemmnisse auf nahezu alle Güter ermöglichen freien Warenverkehr. Eventuell weitere Abkommen zur Beseitigung von Investitionshindernissen, zum freien Kapitalverkehr oder zum freien Dienstleistungsverkehr.
      - Binnenmarkt (Gemeinsamer Markt): Freihandelsabkommen ermöglicht freien Verkehr aller Produktionsmittel, inklusive freier Personenverkehr und Niederlassungsfreiheit für Unternehmen. Gemeinsame Koordinierung der Wirtschaftspolitik.
        - Währungsunion
2. Kombinationen
  - Zollunion
    - Zoll- und Währungsunion
      - Wirtschaftsunion
        - Wirtschafts- und Währungsunion
          - Fiskalunion – Gemeinsame Koordination (vollständig oder teilweise) der Fiskalpolitik

## Handelsbeziehungen zwischen den EU-Mitgliedstaaten
Im Dezember 1969 beschloss die EWG die schrittweise Vereinheitlichung der Abkommen über die Handelsbeziehungen zwischen den Mitgliedstaaten und dritten Ländern und über die Aushandlung der gemeinschaftlichen Abkommen. Danach durften neue Handelsabkommen mit dritten Ländern grundsätzlich nur noch von der Gemeinschaft geschlossen werden. Die heutigen Handelsbeziehungen zwischen den EU-Mitgliedstaaten und deren Exporteuren/Importeuren unterliegen folgenden Voraussetzungen:
- Transaktionskosten: Durch den Euro entfallen die Spannen zwischen den Geld- und Briefkursen einzelner Fremdwährungen, was für die Exporteure und Importeure geringere Transaktionskosten zur Folge hat.
- Wechselkursrisiko: Das Kursrisiko schwankender Devisenkurse entfällt, so dass eine Kurssicherung (etwa Devisentermingeschäfte) nicht mehr erforderlich ist.
- Handelserleichterungen: Die Vor- und Nachkalkulation erfordert keine Währungsumrechnung mehr, es entfallen Fremdwährungskonten und damit auch Fremdwährungskredite oder Fremdwährungsschulden.
- Markttransparenz: Die einheitliche Angabe des Euro in Preislisten erhöht die Markttransparenz der Marktteilnehmer und verringert länderübergreifende Preisdifferenzierungen sowie Überschlagsrechnungen.

Damit gewähren innereuropäische Handelsbeziehungen den Exporteuren und Importeuren deutliche Wettbewerbsvorteile, die zwischen der EU und Drittstaaten nicht vorhanden sind.

## Handelsbeziehungen und Außenhandelsinstrumente
Handelsbeziehungen sind Gegenstand staatlicher Außenhandelsinstrumente. Mit ihrer Hilfe werden Handelsbeziehungen erleichtert durch Freihandel, Exportkreditversicherung oder Außenhandelsfinanzierung, eingeschränkt durch Handelshemmnisse oder Handelssanktionen und verboten durch Embargo. Der EuGH hat die der Gemeinschaft ausschließlich gemäß Art. 207 AEUV zugewiesene Kompetenz zur Ordnung ihrer äußeren Handelsbeziehungen extensiv interpretiert und in dem so genannten „Naturkautschuk-Gutachten“ diese Zuständigkeit nicht auf den Einsatz der klassischen Außenhandelsinstrumente beschränkt, sondern hierzu auch Maßnahmen im Zuge einer „neuen Weltwirtschaftsordnung“ gerechnet. Nach dem Konzept der „gelenkten Handelsbeziehungen“ (englisch managed trade) sind allerdings nicht „freie“, sondern „faire“ Handelsbeziehungen anzustreben. Damit ist jedoch nicht fairer Handel gemeint, sondern bilateral weitgehend symmetrische Handelsbeziehungen, die für äquivalente ökonomische Effekte sorgen. Die Staaten sollten danach ihre Handelsbeziehungen nach „gewünschten Gesichtspunkten“ organisieren und strukturieren.

## Handelsbeziehungen und Außenwirtschaftstheorie
Die Handelsbeziehungen sind Erkenntnisobjekt der Außenwirtschaftstheorie. Sie untersucht den Austausch von Waren und Dienstleistungen der Realwirtschaft und lässt die Finanzwirtschaft zunächst unberücksichtigt. In einem zweiten Schritt werden der internationale Zahlungsverkehr sowie der internationale Kreditverkehr analysiert. Ursache der Aufnahme internationaler Handelsbeziehungen sind nach neueren Erkenntnissen steigende Skalenerträge. Im Heckscher-Ohlin-Modell zur Darstellung der Handelsbeziehungen werden zwei Staaten, zwei Güter und zwei Produktionsfaktoren zu Grunde gelegt. Im Ergebnis führt dies zu der Annahme, dass diejenigen Staaten die Güter exportieren, deren Produktion durch besonders viele national vorhandene Faktoren erst möglich und nutzbar wird. Das Heckscher-Ohlin-Modell der Handelsbeziehungen zwischen den Staaten (außer USA) gilt als verifiziert.